# Туостах
Туоста́х, Туостаах, Тостах (якут. Туостаах) — река в России, протекающая по Верхоянскому улусу Якутии. Правый приток реки Адыча (бассейн Яны). Длина реки составляет 271 км. Площадь водосборного бассейна — 20 000 км².
Образуется при слиянии рек Хара-Сала и Болдымба, берущих начало на хребте Черского. Высота истока — 488 м над уровнем моря. Высота устья — 133 м над уровнем моря.
Река замерзает в октябре и остаётся под ледяным покровом до мая—июня. Питание дождевое.